# Saint-Victour
Saint-Victour é uma comuna francesa na região administrativa da Nova Aquitânia, no departamento de Corrèze. Estende-se por uma área de 14,79 km². Em 2010 a comuna tinha 198 habitantes (densidade: 13,4 hab./km²).